# بمب جنسی
بمب جنسی یا بمب عشق، نام غیررسمی دو بمب روان‌گردان غیرکشنده‌ای است که نیروی هوایی ایالات متحده قصد تولید آن را داشت. این بمب نظری، بمبی است که با انفجار آن، گرایش جنسی در سربازان دشمن افزایش یافته و این گرایش به اندازه‌ای است که حتی سربازان، جنس موافق را شایستهٔ برقراری رابطهٔ جنسی خواهند پنداشت. تصور می‌شود که این کار می‌تواند باعث از هم‌گسیختگی نیروهای دشمن و در نهایت شکست دشمن بشود.

## وضعیت کنونی
در سال ۱۹۹۴، پژوهشکدهٔ رایت در اوهایو که بعداً به آزمایشگاه تحقیقات نیروی هوایی آمریکا تغییر نام داد، پیشنهادی سه صفحه‌ای دربارهٔ انواع سلاح‌های شیمیایی غیرمرگبار احتمالی تولید کرد که توسط پروژهٔ سان‌شاین به واسطهٔ قانون آزادی اطلاعات به‌دست آمد. بر اساس اسنادی که توسط یک گروه بررسی‌کننده اسناد مربوط به توسعه سلاح‌های زیستی و مخارج آن‌ها به دست آمده، مدیران این آزمایشگاه به دنبال تحقق ساخت سلاحی غیرکشنده هستند که ستون‌های دشمن را متلاشی نماید.
در سال ۲۰۰۵ میلادی، شبکه بی‌بی‌سی، برای اولین بار خبر از طراحی این بمب داد. بر اساس گزارش بی‌بی‌سی، اگر چه در بررسی‌های به عمل آمده تعدادی از سلاح‌های غیرکشنده پیشنهاد شده نظیر مواد حساسیت‌زای پوستی، مواد ایجادکننده بوی بد دهان، مواد نفخ‌آور و در نهایت، مواد شیمیایی جذب‌کننده زنبورها به دور سربازان دشمن، مورد پذیرش قرار نگرفتند، اما رهبران پنتاگون، نظر مثبت خود را در مورد پروژه بمب جنسی اعلام نمودند.

## ایگ‌نوبل
طرح بمب جنسی، و ترغیب سربازان به عمل جنسی به جای جنگ، به حدی مورد توجه قرار گرفت که آزمایشگاه رایت را برندهٔ جایزه ایگ‌نوبل در سال ۲۰۰۷ کرد.